# Коженево (Поморське воєводство)
Коженево (пол. Korzeniewo) — село в Польщі, у гміні Квідзин Квідзинського повіту Поморського воєводства.
Населення — 703 особи (2011).
У 1975-1998 роках село належало до Ельблонзького воєводства.

## Демографія
Демографічна структура станом на 31 березня 2011 року:
|          | Загалом | Допрацездатний вік | Працездатний вік | Постпрацездатний вік |
| -------- | ------- | ------------------ | ---------------- | -------------------- |
| Чоловіки | 366     | 76                 | 271              | 19                   |
| Жінки    | 337     | 67                 | 224              | 46                   |
| Разом    | 703     | 143                | 495              | 65                   |